# Skeletonwitch
Gli Skeletonwitch sono una band thrash e black metal statunitense, formatasi ad Athens nel 2003.

## Storia degli Skeletonwitch

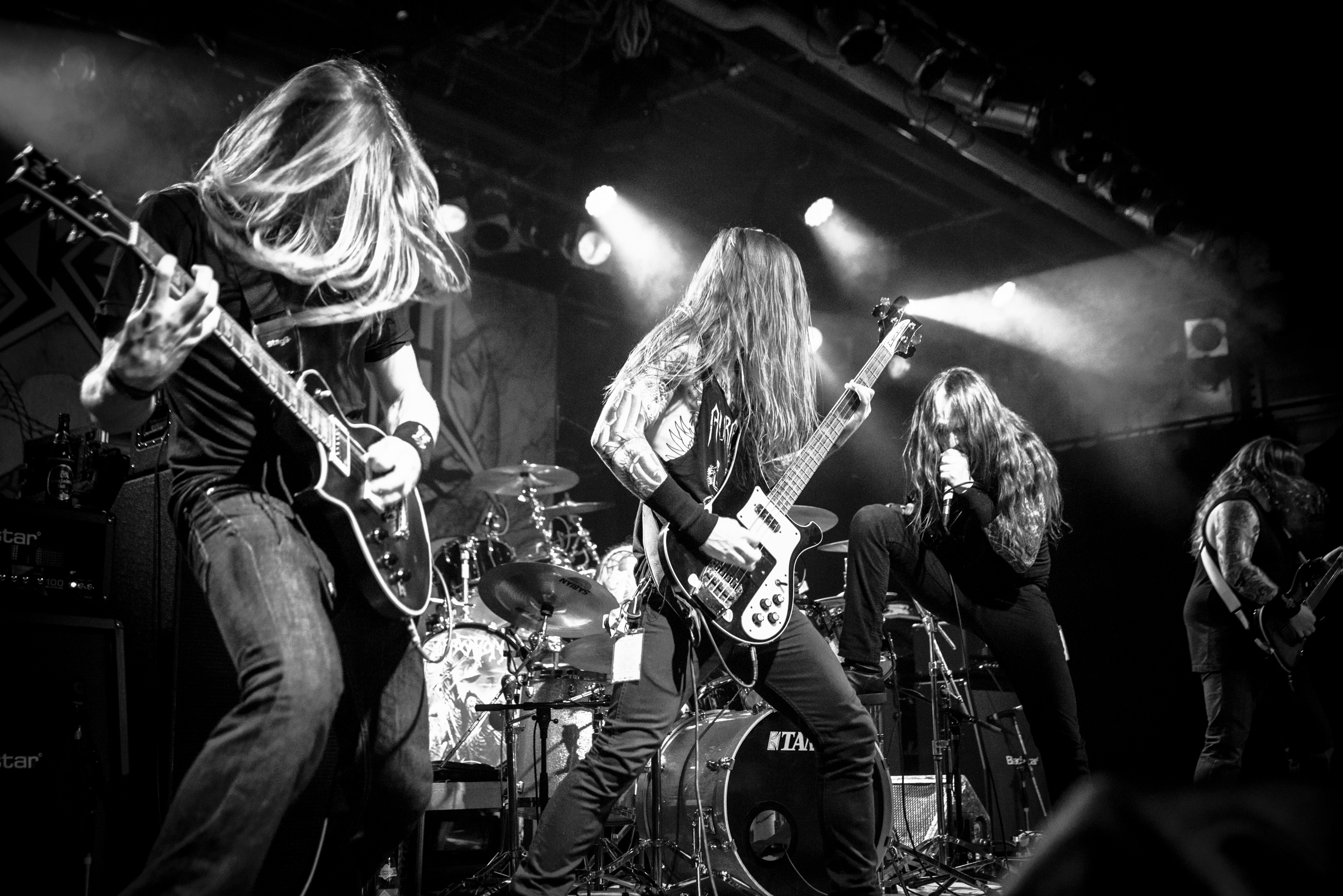
Gli Skeletonwitch al Free&Easy Festival 2014

Gli Skeletonwitch vengono fondati nel 2003 da due fratelli: Chance, alla voce, e Nate Garnett, alla chitarra. La prima formazione comprende anche Scott Hedrick alla chitarra, Jimi Shestina al basso e Derrick Nau alla batteria. Nel 2004 la band autoproduce un DVD live, Skeletonwitch - Live, Friday the 13th, ed il proprio disco di esordio, At One With the Shadows. Dopo numerosi tour underground, nel 2006 il gruppo realizza l'EP Worship the Witch, prima registrazione con il nuovo bassista Eric Harris.
Nel 2007 la band firma un contratto con la Prosthetic Records e pubblica Beyond the Permafrost. Il disco è seguito da concerti a supporto di Municipal Waste, Job for a Cowboy, Amon Amarth e Dimmu Borgir nel 2008 e di Children of Bodom e The Black Dahlia Murder nel 2009. Nel 2008 partecipano al New England Metal and Hardcore Fest e al tour Blackest of the Black di Glenn Danzig, mentre nel 2009 suonano allo Scion Rock Fest ad Atlanta e al South by Southwest ad Austin, in Texas.
Il 13 ottobre 2009 viene pubblicato Breathing the Fire, con Evan Linger al basso. L'album è stato prodotto da Jack Endino e Scott Hull, chitarrista dei Pig Destroyer, si è occupato del mastering. Nell'estate 2010 partecipano a tutte le date dell'Ozzfest, si imbarcano in un tour da headliner in Europa assieme a Warbringer e Angelus Apatrida e fanno da supporto alla tournée degli High on Fire in Canada.
Il 7 ottobre 2011 in Europa ed il 10 ottobre nel resto del mondo esce il nuovo album, chiamato Forever Abomination. Esso presenta quello che è ormai diventato il marchio di fabbrica degli Skeletonwitch, cioè una commistione di black metal, death metal, thrash metal e altre, varie, influenze minori.
Nel marzo del 2015 il cantante e co-fondatore Chance Garret viene allontanato dalla band a causa di problemi legati all'abuso di alcool e viene sostituito nel 2016 dal cantante Adam Clemans, già voce di gruppi come Iron Thrones e Veil of Maya.
Tre anni dopo, nel marzo 2018, anche il batterista Dustin Boltjes lascia la band e viene temporaneamente sostituito da Jon Rice, ex-batterista dei Job for a Cowboy. Con questa nuova formazione la band pubblica Devouring Radiant Light, un album che, pur non uscendo dal genere di riferimento, apre a sperimentazioni e strutture nuove per la band.

## Formazione

### Formazione attuale
- Adam Clemans - voce
- Nate Garnett - chitarra
- Scott Hedrick - chitarra
- Evan Linger - basso
- Jon Rice (turnista) - batteria

### Ex componenti
- Chance Garnett - voce
- Jimi Shestina - basso
- Eric Harris - basso
- Derrick Nau - batteria
- Tony Laureano - batteria turnista
- Dustin Boltjes - batteria

## Discografia

### Album in studio
- 2004 - At One With the Shadows (Shredded Records)
- 2007 - Beyond the Permafrost (Prosthetic Records)
- 2009 - Breathing the Fire (Prosthetic Records)
- 2011 - Forever Abomination (Prosthetic Records)
- 2013 - Serpents Unleashed (Prosthetic Records)
- 2018 - Devouring Radiant Light  (Prosthetic Records)

### Singoli
- 2010 - At One With the Shadows (Prosthetic Records)
- 2011 - The Skullsplitter / No Rest For The Dead (Prosthetic Records)

### Demo ed EP
- 2005 - Demo (Insane Promotions)
- 2006 - Worship the Witch

### Video
- 2004 - Skeletonwitch - Live, Friday the 13th